# Sylvie Lubamba
Sylvie Lubamba (sinh ra Renée Sylvie Lubamba vào ngày 29 tháng 2 năm 1972 tại Florence) là một người mẫu, nữ diễn viên trưng sắc và người dẫn chương trình truyền hình Ý.

## Tiểu sử
Lubamba sinh ra ở Firenze trong gia đình cha mẹ từ Kinshasa. Cô học tại một trường Cao đẳng Piarists và vào năm 1992 được bầu làm Hoa hậu Toscana. Sau một vài năm làm người mẫu, và với vai trò nhỏ trong các chương trình truyền hình, cô trở thành Letterina ("Người gửi thư") trong Passaparola của Canale 5. Sau đó, cô tham gia phiên bản tiếng Ý của The Farm.
Năm 1998, cô bắt đầu sự nghiệp truyền hình của mình trong chương trình Guida al campionato với Alberto Brandi. Năm 2004, cô đã có thời điểm thành công nhất của mình như là một món ăn của Markette được thực hiện bởi Piero Chiambretti trên La7. Năm 2005, cô tham gia chương trình thực tế The Mole. Cô nói thông thạo tiếng Anh và tiếng Pháp.
Vào tháng 1 năm 2006, tòa án hình sự của Grosseto đã kết án bà 5 tháng và hai mươi ngày tù vì sử dụng thẻ tín dụng không đúng cách. Vào ngày 7 tháng 8 năm 2014, cô ta bị bắt vì tội ác tương tự. Vào ngày 2 tháng 4 năm 2015, cô là một trong những tù nhân được Giáo hoàng Phanxicô rửa chân trong nhà tù của Rebibbia. Vào dịp Giáng sinh năm 2017, cô được thả sau ba năm và bốn tháng tù giam.

## Danh mục phim tham gia
- “Ivo il Tardivo” đạo diễn A. Benvenuti
- “Chiavi in mano” đạo diễn M. Laurenti
- “Finalmente soli” đạo diễn U. Marino
- “Figli di Annibale” đạo diễn F. Ferrario
- “Fughe da Fermo” đạo diễn E. Nesi
- “Ridere fino a volare” đạo diễn A. Antonacci e F. Bianchini, co-protagonist